# Société de justice d'Amérique
Pour les articles homonymes, voir JSA.
La Société de justice d'Amérique ou Justice Society of America (JSA) est une équipe de super-héros appartenant à l'univers de DC Comics. Créée par l'éditeur Sheldon Mayer et le scénariste Gardner Fox, la SJA apparaît pour la première fois dans All-Star Comics #3 (janvier 1940).
Au départ, l'équipe jouissait d'une certaine popularité mais le vent de la fin des années 1940 a tout emporté avec lui[style à revoir] ; la perte d'intérêt pour les super-héros et les comics a conduit à l'arrêt des aventures de la JSA en mars 1951. L'âge d'argent des comics réinvite plusieurs éléments. C'est en septembre 1961 (Flash de deux mondes) que Gardner Fox apporte une nouvelle donnée à la matrice des comics : les mondes parallèles. De cette barrière dimensionnelle, la Société de Justice d'Amérique sera établie sur Terre-2 et la Ligue de Justice sur Terre-1. L'âge d'or est définitivement révolu puisque les héros qui l'ont composé sont relégués à une deuxième Terre, pourtant apparus en premier.

## Histoire

### L'Âge d'or
La Société de justice d'Amérique fait sa première apparition dans All Star Comics #3 en 1940, durant l'Âge d'or des comics. Elle incluait initialement le Docteur Fate, Hourman, le Spectre, Sandman, l'Atome, Flash, Green Lantern et Hawkman. Comme une bonne partie de ces têtes d'affiches étaient publiés par All-American Publications et non la franchise DC, All-Star Comics a permis de relever le défi d'unir les super-héros et de constituer, pour la première fois dans l'histoire des comics, une équipe de justiciers. À ce propos, le spécialiste des comics Leslie Daniels remarque : "De toute évidence, ce fut une très bonne idée que d'offrir aux lecteurs un grand nombre de vedettes pour une seule pièce de 10 centimes et le plaisir de les voir interagir".
La première histoire présentait logiquement la rencontre des super-héros, où chacun racontait son exploit personnel.
C'est dans le huitième numéro d'All-Star Comics que Wonder Woman apparaît pour la première fois. À partir du onzième numéro, elle ne prend plus part aux combats de la Société mais devient leur secrétaire attitrée.

### L'Âge d'argent
Dans les années 1960, le Multivers DC apparaît et il est établi que la Société de justice existe sur Terre II. Avec l'épisode Flash de deux mondes, Barry Allen rencontre Jay Garrick, le premier des bolides au casque ailé évoquant Hermès. La séparation dimensionnelle est actée : Allen arbore un costume entièrement rouge et jaune et avoue qu'il admirait Garrick dans les BD.

### Renouveau
En 1999, l'équipe a droit à une nouvelle série JSA, par les scénaristes David S. Goyer et James Robinson, puis Geoff Johns.
À la suite du crossover Infinite Crisis, elle est relancée en 2006 sous le titre Justice Society of America.

### Séries
Dans La Ligue des Justiciers, un hommage est effectué à Gardner Fox lors de l'épisode Légende, qui invente une Guilde des Justiciers à l'image de la Société de justice créée par le scénariste américain.
Dans la série Stargirl, une nouvelle Justice Society of América est créée.

## Autres médias

### Films d’animations
Le film d’animation Justice Society: World War II met en scène l’équipe durant la Seconde Guerre Mondiale en pleine lutte contre l’armée nazie. Elle est ici composée de Wonder Woman, Hawkman (Carter Hall), Hourman (Rex Tyler), Flash (Jay Garrick) et Black Canary (Dinah Lance). Ils sont épaulés dans leur combat par le colonel Steve Trevor, petit ami de Wonder Woman, et plus tard rejoints par Barry Allen, le Flash d’un autre univers, propulsé malgré lui dans leur monde.

### Télévision
Le double épisode Légende de la première saison de la série animée La Ligue des justiciers rend hommage à la Société de justice et à Gardner Fox en créant la Guilde des Justiciers, une équipe de héros imaginaire dans une ville idéale. Ses membres sont : Green Guardsman (pendant de Green Lantern), Streak (pendant de Flash), Black Siren (pendant de Black Canary), Catman (pendant de Wildcat et de Batman) et Tom Turbine (pendant de Atom et de Superman). Le Green Lantern John Stewart soutient que, enfant, il lisait des comics de la Guilde des Justiciers et que ce sont la noblesse et les valeurs de ces personnages qui lui ont donné envie de combattre le crime.
Dans le double épisode L'Étoffe des héros de la saison 9 de la série Smallville, plusieurs membres de la Société de justice (Hawkman, le Docteur Fate et Stargirl) apparaissent et s'allient à Clark Kent, John Jones, Chloe Sullivan et Oliver Queen pour combattre le super-vilain Icicle.
Dans la série animée La Ligue des justiciers : Nouvelle Génération, la Société de justice apparaît en flashbacks, comme prédécesseur de la Ligue des Justiciers. Elle était composée de Flash (Jay Garrick), Green Lantern (Alan Scott), Docteur Fate (Kent Nelson), Sandman (Wesley Dodds), Wildcat (Ted Grant) et Red Tornado. Ils n'apparaissent pas à l'époque où se déroule la série, étant retraités (comme Jay Garrick) ou peut-être décédés en raison de leur grand âge. Toutefois, Red Tornado et le Docteur Fate (dans le corps de Giovanni Zatara) sont encore actifs et membres de la Ligue des Justiciers.